# Пам'ятки історії Ружинського району
У Ружинському районі Житомирської області на обліку перебуває 82 пам'ятки історії.
| №п/п | Охоронний номер | Найменування пам'ятки                                                                                            | Адреса                                                                          | Рік        | Автор | № рішення про взяття на державний облік | Фото |
| ---- | --------------- | --- | ------------------------------------------------------------------------------- | ---------- | ----- | --------------------------------------- | ---- |
| 1.   | 1200            | Братська могила радянських воїнів, серед яких похований Деркач Ф. Г. — Герой Радянського Союзу. Поховано 76 чол. | с-ще Ружин, Ружинська сел. рада, на кладовищі.                                  | 1957       | -     | № 442 від 29.09.1969 р.                 |      |
| 2.   | 1201            | Могила Бурди О. Ф. — Героя Радянського Союзу.                                                                    | с-ще Ружин, Ружинська сел. рада, на кладовищі.                                  | 1969       | -     | № 442 від 29.09.1969 р.                 |      |
| 3.   | 2387            | Пам'ятник воїнам-односельчанам.                                                                                  | с-ще Ружин, Ружинська сел. рада, на кладовищі.                                  | 1965       | -     | № 559 від 26.12.1979 р.                 |      |
| 4.   | 2388            | Пам'ятник Бурді О. Ф. — Герою Радянського Союзу.                                                                 | с-ще Ружин, Ружинська сел. рада, біля Будинку зв'язку.                          | 1977       | -     | № 559 від 26.12.1979 р.                 |      |
| 5.   | 2915            | Братська могила партизан. Кількість похованих невідома.                                                          | с-ще Ружин, Ружинська сел. рада, вул. Бірюкова, 22, на кладовищі.               | 1956       | -     | № 390 від 08.10.1992 р.                 |      |
| 6.   | 2916            | Братська могила радянських воїнів. Кількість похованих невідома.                                                 | с-ще Ружин, Ружинська сел. рада, на кладовищі.                                  | 1965       | -     | № 390 від 08.10.1992 р.                 |      |
| 7.   | 2917            | Могила Заремби Є. Ф. — підпільниці.                                                                              | с-ще Ружин, Ружинська сел. рада, на кладовищі.                                  | 1981       | -     | № 390 від 08.10.1992 р.                 |      |
| 8.   | 2918            | Могила Спешиєва Г. І. — лейтенанта.                                                                              | с-ще Ружин, Ружинська сел. рада, на кладовищі.                                  | 1956       | -     | № 390 від 08.10.1992 р.                 |      |
| 9.   | 2389            | Пам'ятник воїнам-визволителям.                                                                                   | с-ще Ружин, Ружинська сел. рада, вул. Бірюкова.                                 | 1977       | -     | № 390 від 08.10.1992 р.                 |      |
| 10.  | 1769            | Братська могила радянських воїнів та пам'ятник воїнам-односельчанам. Кількість похованих невідома.               | с. Березянка, Березянська с/р, на кладовищі.                                    | 1968       | -     | № 388 від 06.09.1976 р.                 |      |
| 11.  | 1189            | Братська могила радянських воїнів. Кількість похованих невідома.                                                 | с. Бистрик, Бистрицька с/р, на кладовищі.                                       | 1965       | -     | № 39 від 08.10.1992 р.                  |      |
| 12.  | 1194            | Братська могила радянських воїнів. Кількість похованих невідома.                                                 | с. Бистрик, Бистрицька с/р, в центрі села.                                      | 1953       | -     | № 390 від 08.10.1992 р.                 |      |
| 13.  | 1771            | Братська могила радянських воїнів та пам'ятник воїнам-односельчанам. Кількість похованих невідома.               | с. Бистрик, Бистрицька с/р, в центрі села.                                      | 1959, 1965 | -     | № 388 від 06.09.1976 р.                 |      |
| 14.  | 1190            | Братська могила радянських воїнів. Поховано 6 чол.                                                               | с. Бистріївка, Бистріївська с/р, в центрі села.                                 | 1948       | -     | № 442 від 29.09.1969 р.                 |      |
| 15.  | 2908            | Могила Хакімової Г. І. — лейтенанта медичної служби.                                                             | с. Білилівка, Білилівська с/р, на кладовищі.                                    | 1965       | -     | № 390 від 08.10.1992 р.                 |      |
| 16.  | 1770            | Пам'ятник жертвам фашизму.                                                                                       | с. Білилівка, Білилівська с/р, біля залізничної станції.                        | 1956       | -     | № 390 від 08.10.1992 р.                 |      |
| 17.  | 1191            | Братська могила радянських воїнів. Поховано 30 чол.                                                              | с. Білилівка, Білилівська с/р, на кладовищі.                                    | 1955       | -     | № 442 від 29.09.1969 р.                 |      |
| 18.  | 2372            | Пам'ятник воїнам-односельчанам.                                                                                  | с. Білилівка, Білилівська с/р, в центрі села, біля Будинку культури.            | 1965       | -     | № 559 від 26.12.1979 р.                 |      |
| 19.  | 2909            | Могила Сироватка Г. О. — партизана.                                                                              | с. Верхівня, Верхівнянська с/р, біля сільгосптехнікуму.                         | 1965       | -     | № 390 від 08.10.1992 р.                 |      |
| 20.  | 2373            | Пам'ятник воїнам-односельчанам.                                                                                  | с. Верхівня, Верхівнянська с/р, біля клубу.                                     | 1965       | -     | № 559 від 26.12.1979 р.                 |      |
| 21.  | 2537            | Пам'ятник викладачам та учням сільськогосподарського технікуму, які загинули під час ВВВ.                        | с. Верхівня, Верхівнянська с/р, на території сільськогосподарського технікуму.  | 1975       | -     | № 22 від 21.01.1983 р.                  |      |
| 22.  | 1195            | Пам'ятник воїнам-односельчанам.                                                                                  | с. Вербівка, Вербівська с/р, біля Будинку культури.                             | 1965, 1993 | -     | № 442 від 29.09.1969 р.                 |      |
| 23.  | 1774            | Братська могила радянських воїнів та пам'ятник воїнам-односельчанам. Поховано 2 чол.                             | с. Вишневе, Вишнівська с/р, в центрі села.                                      | 1957, 1965 | -     | № 388 від 06.09.1976 р.                 |      |
| 24.  | 1773            | Братська могила радянських воїнів та пам'ятник воїнам-односельчанам. Кількість похованих невідома.               | с. Вільнопілля, Вільнопільська с/р, в центрі села.                              | 1958       | -     | № 388 від 06.09.1976 р.                 |      |
| 25.  | 1772            | Братська могила радянських воїнів. Поховано 4 чол.                                                               | с. Вільнопілля, Вільнопільська с/р, північно-східна околиця села, на кладовищі. | 1948       | -     | № 388 від 06.09.1976 р.                 |      |
| 26.  | 1192            | Братська могила радянських воїнів та пам'ятник воїнам-односельчанам. Поховано 84 чол.                            | с. Вчорайше, Вчорайшенська с/р, в центрі села.                                  | 1958, 1965 | -     | № 442 від 29.09.1969 р.                 |      |
| 27.  | 1193            | Братська могила радянських воїнів. Поховано 6 чол.                                                               | с. Вчорайше, Вчорайшенська с/р, біля залізниці.                                 | 1947, 1970 | -     | № 442 від 29.09.1976 р.                 |      |
| 28.  | 1776            | Група (11) одиночних та братських могил радянських воїнів. Поховано 67 чол.                                      | с. Вчорайше, Вчорайшенська с/р, в західній частині кладовища.                   | 1956       | -     | № 388 від 06.09.1976 р.                 |      |
| 29.  | 2910            | Приміщення школи, де працював Рильський М. Т.                                                                    | с. Вчорайше, Вчорайшенська с/р, в центрі села.                                  | -          | -     | № 390 від 08.10.1992 р.                 |      |
| 30.  | 2374            | Пам'ятник воїнам-односельчанам.                                                                                  | с. Голубівка, Голубівська с/р, біля Будинку культури.                           | 1965       | -     | № 559 від 26.12.1979 р.                 |      |
| 31.  | 2375            | Пам'ятник воїнам-односельчанам.                                                                                  | с. Городок, Городоцька с/р, в центрі села.                                      | 1965       | -     | № 559 від 26.12.1979 р.                 |      |
| 32.  | 2376            | Пам'ятник односельчанам, які загинули під час громадянської війни.                                               | с. Городок, Городоцька с/р, в центрі села.                                      | 1972       | -     | № 559 від 26.12.1979 р.                 |      |
| 33.  | 1196            | Братська могила радянських воїнів. Поховано 3 чол.                                                               | с. Городок, Городоцька с/р, на кладовищі.                                       | 1948       | -     | № 442 від 29.09.1969 р.                 |      |
| 34.  | 1775            | Могила радянського солдата.                                                                                      | с. Дерганівка, Дерганівська с/р.                                                | 1956       | -     | № 390 від 08.10 1992 р.                 |      |
| 35.  | 1778            | Пам'ятник воїнам-односельчанам.                                                                                  | с. Дерганівка, Дерганівська с/р, в центрі села.                                 | 1965       | -     | № 388 від 06.09.1976 р.                 |      |
| 36.  | 2538            | Пам'ятник воїнам-односельчанам.                                                                                  | с. Зоряне, Ружинська сел. рада, в центрі села.                                  | 1965       | -     | № 22 від 21.01.1983 р.                  |      |
| 37.  | 1777            | Братська могила радянських воїнів. Поховано 9 чол.                                                               | с. Зарудинці, Зарудинецька с/р, на кладовищі.                                   | 1955       | -     | № 388 від 06.09.1976 р.                 |      |
| 38.  | 1197            | Братська могила радянських воїнів. Поховано 5 чол.                                                               | с. Карабчиїв, Карабчиївська с/р, на кладовищі.                                  | 1959       | -     | № 442 від 29.09.1969 р.                 |      |
| 39.  | 2377            | Пам'ятник воїнам-односельчанам.                                                                                  | с. Карабчиїв, Карабчиївська с/р, в центрі села.                                 | 1965       | -     | № 559 від 26.12.1979 р.                 |      |
| 40.  | 2911            | Братська могила радянських воїнів. Кількість похованих невідома.                                                 | с. Княжики, Княжиківська с/р, на кладовищі.                                     | 1956       | -     | № 390 від 08.10.1992 р.                 |      |
| 41.  | 2378            | Пам'ятник воїнам-односельчанам.                                                                                  | с. Княжики, Княжиківська с/р, в центрі села.                                    | 1967       | -     | № 559 від 26.12.1979 р.                 |      |
| 42.  | 1779            | Братська могила радянських воїнів. Поховано 5 чол.                                                               | с. Крилівка, Крилівська с/р, в центрі села.                                     | 1948       | -     | № 388 від 06.09.1976 р.                 |      |
| 43.  | 2379            | Братська могила радянських воїнів та пам'ятник воїнам-односельчанам. Кількість похованих невідома.               | с. Крилівка, Крилівська с/р, на кладовищі.                                      | 1977       | -     | № 559 від 26.12.1979 р.                 |      |
| 44.  | 1780            | Братська могила радянських воїнів та пам'ятник воїнам-односельчанам. Поховано 15 чол.                            | с. Мала Чернявка, Малочернявська с/р, в центрі села.                            | 1965       | -     | № 388 від 06.09.1976 р.                 |      |
| 45.  | 2912            | Братська могила радянських воїнів. Кількість похованих невідома.                                                 | с. Малі Низгірці, Малонизгорецька с/р, на кладовищі.                            | 1965       | -     | № 390 від 08.10.1992 р.                 |      |
| 46.  | 2381            | Братська могила радянських воїнів. Поховано 6 чол.                                                               | с. Малі Низгірці, Малонизгорецька с/р, біля Будинку культури.                   | 1965       | -     | № 559 від 26.12.1979 р.                 |      |
| 47.  | 2585            | Братська могила радянських воїнів. Кількість похованих невідома.                                                 | с. Мар'янівка, Дерганівська с/р.                                                | 1955       | -     | № 468 від 29.10.1983 р.                 |      |
| 48.  | 1198            | Братська могила радянських воїнів та партизанів. Поховано 8 чол.                                                 | с. Мовчанівка, Мовчанівська с/р, в центрі села.                                 | 1952       | -     | № 442 від 29.09.1969 р.                 |      |
| 49.  | 2380            | Пам'ятник радянським воїнам.                                                                                     | с. Мовчанівка, Мовчанівська с/р, в центрі села.                                 | 1965       | -     | № 559 від 26.12.1979 р.                 |      |
| 50.  | 1781            | Група (4) могил радянських воїнів та пам'ятник воїнам-односельчанам. Поховано 4 чол.                             | с. Мусіївка, Верхівнянська с/р, біля школи.                                     | 1960, 1965 | -     | № 388 від 06.09.1976 р.                 |      |
| 51.  | 2913            | Братська могила радянських воїнів.                                                                               | с. Мусіївка, Верхівнянська с/р, біля школи.                                     | 1958       | -     | № 390 від 08.10.1992 р.                 |      |
| 52.  | 1199            | Братська могила радянських воїнів. Поховано 205 чол.                                                             | с. Немиринці, Немиринецька с/р, на кладовищі.                                   | 1952       | -     | № 442 від 29.09.1969 р.                 |      |
| 53.  | 2382            | Пам'ятник воїнам-односельчанам.                                                                                  | с. Немиринці, Немиринецька с/р, біля Будинку культури.                          | 1965       | -     | № 559 від 26.12.1979 р.                 |      |
| 54.  | 1782            | Братська могила радянських воїнів. Поховано 131 чол.                                                             | с. Огіївка, Огіївська с/р, біля школи.                                          | 1958       | -     | № 388 від 06.09.1976 р.                 |      |
| 55.  | 2383            | Пам'ятник воїнам-односельчанам.                                                                                  | с. Огіївка, Огіївська с/р, біля школи.                                          | 1965       | -     | № 559 від 26.12.1979 р.                 |      |
| 56.  | 1783            | Могила Фадеєва І. М. — радянського офіцера.                                                                      | с. Плоска, Плосківська с/р, на кладовищі.                                       | 1949       | -     | № 388 від 06.09.1976 р.                 |      |
| 57.  | 2384            | Пам'ятник воїнам-односельчанам.                                                                                  | с. Плоска, Плосківська с/р, біля школи.                                         | 1965       | -     | № 559 від 26.12.1979 р.                 |      |
| 58.  | 2385            | Пам'ятник воїнам-односельчанам.                                                                                  | с. Прибережне, Прибережненська с/р, в центрі села.                              | 1977       | -     | № 559 від 26.12.1979 р.                 |      |
| 59.  | 1785            | Братська могила партизан. Кількість похованих невідома.                                                          | с. Рогачі, Рогачівська с/р, біля школи.                                         | 1949       | -     | № 390 від 08.10.1992 р.                 |      |
| 60.  | 2914            | Братська могила радянських воїнів. Кількість похованих невідома.                                                 | с. Рогачі, Рогачівська с/р, в центрі села.                                      | 1965       | -     | № 390 від 08.10.1992 р.                 |      |
| 61.  | 1202            | Братська могила радянських воїнів. Поховано 7 чол.                                                               | с. Роставиця, Роставицька с/р, біля школи.                                      | 1957       | -     | № 442 від 29.09.1969 р.                 |      |
| 62.  | 2386            | Пам'ятник воїнам-односельчанам.                                                                                  | с. Роставиця, Роставицька с/р, на кладовищі.                                    | 1965       | -     | № 559 від 26.12.1979 р.                 |      |
| 63.  | 1784            | Братська могила радянських воїнів та пам'ятник воїнам-односельчанам. Поховано 5 чол.                             | с. Сахни, Княжиківська с/р, біля клубу.                                         | 1954       | -     | № 388 від 06.09.1976 р.                 |      |
| 64.  | 2919            | Могила Пуляка П. О.- командира партизанського загону.                                                            | с. Топори, Топорівська с/р.                                                     | 1990       | -     | № 390 від 08.10.1992 р.                 |      |
| 65.  | 2920            | Могила Завалова А. В. — радянського воїна.                                                                       | с. Топори, Топорівська с/р, в центрі села.                                      | 1956       | -     | № 390 від 08.10.1992 р.                 |      |
| 66.  | 1786            | Група (2) братських могил радянських воїнів. Поховано 3 чол.                                                     | с. Топори, Топорівська с/р, на кладовищі.                                       | 1956       | -     | № 388 від 06.09.1976 р.                 |      |
| 67.  | 2390            | Пам'ятник воїнам-односельчанам.                                                                                  | с. Топори, Топорівська с/р, в центрі села.                                      | 1970       | -     | № 559 від 26.12.1979 р.                 |      |
| 68.  | 2391            | Братська могила партизан. Поховано 2 чол.                                                                        | с. Топори, Топорівська с/р, в центрі села.                                      | 1950       | -     | № 559 від 26.12.1979 р.                 |      |
| 69.  | 1787            | Пам'ятник воїнам — односельчанам.                                                                                | с. Трубіївка, Вербівська с/р, біля клубу.                                       | 1952       | -     | № 388 від 06.09.1976 р.                 |      |
| 70.  | 1788            | Братська могила радянських воїнів. Поховано 2 чол.                                                               | с. Трубіївка, Вербівська с/р, на кладовищі.                                     | 1960       | -     | № 388 від 06.09.1976 р.                 |      |
| 71.  | 1789            | Братська могила радянських воїнів. Поховано 2 чол.                                                               | с. Черемуха, Голубівська с/р, в центрі села.                                    | 1962       | -     | № 388 від 06.09.1976 р.                 |      |
| 72.  | 1203            | Братська могила радянських воїнів та партизанів. Поховано 4 чол.                                                 | с. Чехова, Березянська с/р, на кладовищі.                                       | 1956       | -     | № 442 від 29.09.1969 р.                 |      |
| 73.  | 1790            | Група (14) одиночних та братських могил радянських воїнів. Поховано 176 чол.                                     | с. Чорнорудка, Чорнорудська с/р, біля школи.                                    | 1965       | -     | № 388 від 29.09.1969 р.                 |      |
| 74.  | 1791            | Братська могила радянських воїнів. Поховано 193 чол.                                                             | с. Чорнорудка, Чорнорудська с/р, біля залізничної станції.                      | 1952       | -     | № 388 від 29.09.1969 р.                 |      |
| 75.  | 2392            | Пам'ятник воїнам-односельчанам.                                                                                  | с. Чорнорудка, Чорнорудська с/р, біля Будинку культури.                         | 1965       | -     | № 559 від 26.12.1979 р.                 |      |
| 76.  | 2393            | Пам'ятник воїнам-односельчанам.                                                                                  | с. Шпичинці, Шпичинецька с/р, в центрі села.                                    | 1965       | -     | № 559 від 26.12.1979 р.                 |      |
| 77.  | 1792            | Група (21) одиночних могил радянських воїнів. Поховано 21 чол.                                                   | с. Шпичинці, Шпичинецька с/р, у дворі школи.                                    | 1950       | -     | № 388 від 29.09.1969 р.                 |      |
| 78.  | 2921            | Могила Кривогубенка М. К. — партизана.                                                                           | с. Ягнятин, Ягнятинська с/р, на кладовищі.                                      | 1948       | -     | № 390 від 08.10.1992 р.                 |      |
| 79.  | 1793            | Пам'ятник воїнам — односельчанам.                                                                                | с. Ягнятин, Ягнятинська с/р, біля школи.                                        | 1966       | -     | № 388 від 06.09.1976 р.                 |      |
| 80.  | 1794            | Група (2) братських могил радянських воїнів. Поховано 8 чол.                                                     | с. Ягнятин, Ягнятинська с/р, на кладовищі.                                      | 1948       | -     | № 388 від 06.09.1976 р.                 |      |
| 81.  | 1795            | Братська могила радянських воїнів та пам'ятник воїнам-односельчанам. Поховано 20 чол.                            | с. Ярославка, Крилівська с/р, в центрі села.                                    | 1960       | -     | № 388 від 06.09.1976 р.                 |      |
| 82.  | 2922            | Пам'ятник жертвам голодомору.                                                                                    | с. Ярославка, Крилівська с/р, в центрі села.                                    | 1991       | -     | № 390 від 08.10.1992 р.                 |      |
|      |                 | |                                                                                 |            |       |                                         |      |